# Burgstelle Gamser
Die Burgstelle Gamser ist eine abgegangene mittelalterliche Höhenburg bei Winterthur im Kanton Zürich in der Schweiz. Sie ist als Kulturgut von regionaler Bedeutung eingestuft.

## Lage
Die Burgstelle befindet sich auf einem markanten Vorsprung am südlichen Ende des Eschenbergs auf 563 m ü. M. Der Vorsprung wird von der einer Schlaufe der Töss umflossen, auf der gegenüberliegenden Talseite liegt in 900 Metern Entfernung die Kyburg. Der Gamser liegt ungefähr vier Kilometer südlich des Stadtzentrums von Winterthur. Die Burgstelle ist am einfachsten vom Parkplatz bei der Tössbrücke an der Verbindungsstrasse Sennhof–Kyburg in einem halbstündigen Fussmarsch oder alternativ in 35 Minuten vom Wildpark Bruderhaus her zu erreichen, der zeitweise auch mit der Buslinie 12 von Stadtbus Winterthur zu erreichen ist.

## Geschichte
Die Geschichte der Burgstelle ist unklar, weil sie in keiner bekannten Schriftquellen aus dem Mittelalter erwähnt ist. Vermutlich handelt es sich um ein Vorwerk oder einen Aussenposten der Kyburg, der von Ministerialen bewohnt wurde. Der Historiker Erwin Eugster hält es auch für möglich, dass die der Gamser sowie die Langenburg zuerst mit dem Heiligberg (s. a. Winturm) in Verbindung standen, bevor sie gegen 1200 in den Besitz der Kyburger kamen. Sie hatte wahrscheinlich auch die Aufgabe, den Verkehr im Tösstals zu kontrollieren, das an dieser Stelle auch Linsental genannt wird. Eventuell besteht zwischen der Bezeichnung Gamser für die Burgstelle und dem bereits im 14. Jh. in Winterthur anwesenden Geschlecht Gams oder Gans ein Zusammenhang. Die Burg scheint auf jeden Fall bereits früh verlassen worden zu sein.

## Erhaltene Reste
Die Burgstelle ist von der Nordseite durch ein doppeltes Wall- und Grabensystem geschützt. Vor dem äusseren Wall liegt ein tiefer Graben, durch den heute eine Waldstrasse führt. Die übrigen Seiten der Burgstelle sind durch die steil vom Bergsporn zur Töss hin abfallenden Hänge geschützt. Der Bergsporn liegt ungefähr hundert Meter über dem durch den Fluss durchflossenen Talgrund. In der Mitte der Anlage befindet sich ein rundes Plateau, das einen Durchmesser von 20 Metern hat. An dieser Stelle befand sich vermutlich die Kernburg. Die Anlage war wahrscheinlich ähnlich der Kyburg vor deren Zerstörung im Jahre 1027 als Holz- oder Erdburg ausgeführt. Auf der Burgstelle sind keine Mauerresten erkennbar, auch wenn solche in einem Bericht aus dem 19. Jh. noch erwähnt wurden.